# بات هارمون
بات هارمون (بالإنجليزية: Pat Harmon)‏ مواليد 3 فبراير 1886 في ليستاون - الوفاة 26 نوفمبر 1958 في ريفرسايد، هو ممثل أمريكي بدأ مسيرته الفنية سنة 1920. ظهر في قرابة 134 فيلما. من أعماله الآداب الأمريكية. امتدت مسيرته الفنية لأكثر من 27 عاما.

## روابط خارجية
- بات هارمون على موقع IMDb (الإنجليزية)
- بات هارمون على موقع ألو سيني (الفرنسية)
- بات هارمون على موقع أول موفي (الإنجليزية)
- بات هارمون على موقع قاعدة بيانات الأفلام السويدية (السويدية)
- بات هارمون على موقع قاعدة بيانات الفيلم (الإنجليزية)
- بات هارمون على موقع كينوبويسك (الروسية)